# Neoporus mellitus
Neoporus mellitus är en skalbaggsart som först beskrevs av Leconte 1855.  Neoporus mellitus ingår i släktet Neoporus och familjen dykare. Inga underarter finns listade i Catalogue of Life.